# Ossendamweg 25-31
Het huizenblok Ossendamweg 25-31 is een gemeentelijk monument in Soest in de Nederlandse provincie Utrecht. 
Het blok werd in 1954 ontworpen door de Soester architect R. Schaatsbergen in de stijl van de Delftse School. Veel details zijn echter verdwenen bij de laatste renovatie. De zesruits en vierruits vensters aan de voorzijde zijn daarbij vervangen, evenals de smeedijzeren bloembakken met cirkelvormen. De nok van het blok loopt evenwijdig aan de Ossendamweg. De rechter woning met huisnummer 31 heeft een omlijst venster en aan de eindgevel een bewerkte geveltop. De portieken van de woning zijn inpandig.